# Campeonato Europeo de Ciclismo BMX de 2019
El XXIV Campeonato Europeo de Ciclismo BMX se celebró en Valmiera (Letonia) entre el 11 y el 14 de julio de 2019 bajo la organización de la Unión Europea de Ciclismo (UEC) y la Federación Letona de Ciclismo.
Las competiciones se realizaron en el circuito de BMX del Centro Olímpico Vidzeme de la ciudad letona. 

## Resultados
| Evento            | Oro                           | Plata                         | Bronce                           |
| ----------------- | ----------------------------- | ----------------------------- | -------------------------------- |
| Masculino (14.07) | Niek Kimmann · Países Bajos   | Twan van Gendt · Países Bajos | Dave van der Burg · Países Bajos |
| Femenino (14.07)  | Laura Smulders · Países Bajos | Judy Baauw · Países Bajos     | Simone Christensen Dinamarca     |

## Medallero
| Núm. | País         | Oro | Plata | Bronce | Total |
| ---- | ------------ | --- | ----- | ------ | ----- |
| 1    | Países Bajos | 2   | 2     | 1      | 5     |
| 2    | Dinamarca    | 0   | 0     | 1      | 1     |
|      | TOTAL        | 2   | 2     | 2      | 6     |